# Бульвар Касимова
Бульвар Касимова (тат. Касыймов бульвары) — бульвар в городе Набережные Челны, назван в честь Эдуарда Салихзяновича Касимова (1930—1986), известного татарского писателя-прозаика.

## Расположение
Бульвар Касимова отделяет друг от друга 38 и 39 комплексы Центрального района города Набережные Челны (Новый Город). Пролегает от дублёра Проспекта Дружбы Народов до Сквера имени Рината Гилязова внутри 38 и 39 комплексов. Общая протяженность бульвара составляет 615 метров.

## Официальная информация
Согласно постановлению Горисполкома № 110 от 22 марта 1989 года, в 39-м комплексе появился бульвар Эдуарда Касимова.